# Institut de géophysique (Alaska)

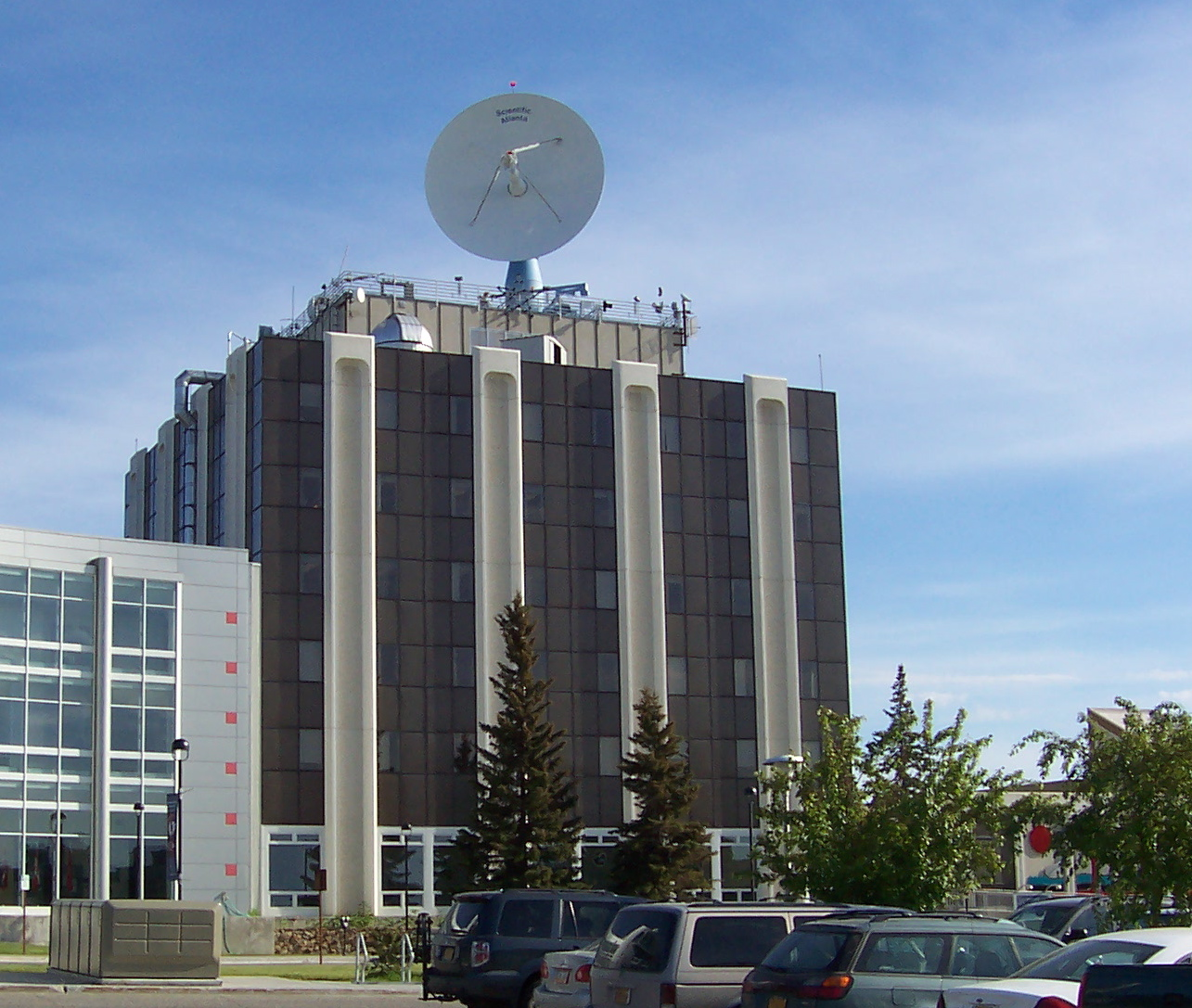
Institut de Géophysique

L'Institut de Géophysique de l'université de l'Alaska à Fairbanks effectue des recherches dans l'espace physique et aéronomie, les sciences de l'atmosphère, la neige, la glace et le pergélisol, la sismologie, la volcanologie, la tectonique et sédimentation. Elle a été fondée en 1946 par le Congrès des États-Unis. L'Institut comprend plusieurs installations importantes:
- Centre des tremblements de Terre d'Alaska
- L'Alaska Installation Satellite
- L'Observatoire volcanologique d'Alaska
- Le "Poker Flat Research Range", une gamme de fusée.